# You I Love
You I love es una película rusa de 2004 dirigida por Olga Stolpovskaja y Dmitry Troitsky. Fue la primera película rusa en tratar la homosexualidad y bisexualidad.

## Argumento
Vera y Tim comienzan una relación llevados por los nuevos aires de Moscú, viviendo sin sobresaltos. Hasta que Tim atropella a Ullumji, un chico recién llegado a Moscú. Tim llevará al extraño y atractivo Ullumji a su casa, donde revolucionará la vida de la pareja.